# Error
Gli Error sono un gruppo digital hardcore fondato nel 2003.

## Storia
Il gruppo è stato fondato da Atticus Ross, membro dei 12 Rounds, oltre che collaboratore e futuro membro dei Nine Inch Nails, e da Brett Gurewitz, chitarrista dei Bad Religion.
Atticus Ross ingaggiò suo fratello Leopold Ross alla batteria e il chitarrista dei Bad Religion e proprietario della Epitaph Records Brett Gurewitz alla chitarra e al basso. Inoltre scelse il frontman dei The Dillinger Escape Plan Greg Puciato come cantante nel primo album del gruppo, ma quest'ultimo è considerato un componente temporaneo. Il primo album del gruppo, l'EP omonimo Error, fu pubblicato nel il 24 febbraio 2004.
Il gruppo ha pubblicato una nuova canzone, Wild World, nell'album tributo ai The Birthday Party chiamato Release the Bats: The Birthday Party as Heard Through the Meat Grinder of Three One G, pubblicato il 4 aprile 2006. Questa traccia è disponibile su iTunes Store, tuttavia non è stato chiarito se il gruppo ha cambiato cantante oppure no.
Inoltre una traccia, chiamata Transplant/Quick Death (Error Remix), è stata pubblicata su Punk-O-Rama Vol. 8 nel 2003. Nel 2009 viene pubblicato un nuovo extended play, Dirty Sky EP, seguito nel 2012 dal singolo Hortif.

## Formazione

### Formazione attuale
- Atticus Ross
- Brett Gurewitz - chitarra, basso
- Leopold Ross - batteria

### Ex componenti
- Greg Puciato - voce

## Discografia

### EP
- 2004 - Error (Epitaph Records)
- 2009 - Dirty Sky EP (Baainar Records)

### Singoli
- 2012 - Hortif (Liquid Brilliants)